# عزيز أنساه
عزيز أنساه (بالإنجليزية: Aziz Ansah)‏ (7 أكتوبر 1980) لاعب كرة قدم غاني يلعب حاليا لصالح نادي أشانتي كوتوكو الغاني في خط الدفاع من 2010.